# Bernadette Peters
Bernadette Peters (Nueva York, 28 de febrero de 1948) es una actriz y cantante estadounidense. Durante sus más de 50 años de carrera, incursionó en cine, teatro y televisión, grabó numerosos discos y realizó múltiples giras y conciertos. Reconocida principalmente por su labor en Broadway, fue nominada para siete premios Tony, de los que ganó dos, y para ocho galardones Drama Desk, de los que recibió tres.
Inició su carrera en el teatro, para luego debutar en el cine y la televisión en la década de 1970. Sus primeros trabajos en las pantallas incluyen participaciones en ciclos televisivos como The Muppet Show o The Carol Burnett Show y papeles en películas de comedia, entre ellas, Silent Movie, The Jerk y Pennies from Heaven. 

## Trayectoria
Nacida  en una familia italo-estadounidense, apareció en televisión en el Show de los Muppets, con Carol Burnett y varias películas en la década de 1970 como Pennies from Heaven y en Annie.
Debutó en 1958 en teatro, y entre sus papeles más famosos en Broadway destacan musicales de Stephen Sondheim como Sunday in the Park with George, Into the Woods, y otros musicales como Annie Get Your Gun, y Gypsy. 
Recibió siete nominaciones al Tony, cuatro a los Grammys, tres al Premio Emmy, tres a los Premios Globo de Oro y ocho nominaciones al Drama Desk Award.
Además ha ofrecido recitales en Carnegie Hall, el Hollywood Bowl, la Ópera de Sídney, los London Proms y en el Lincoln Center entre otros.
También era la voz de Rita en la caricatura Animaniacs.
Fue pareja durante cuatro años del comediante Steve Martin, y estuvo casada con el inversionista Michael Wittenberg durante nueve años, hasta la muerte de este en un accidente de helicóptero en 2005.
En 2012 interpretó esporádicamente a Leigh Conroy, la madre de una de las protagonistas de la serie musical de la cadena americana NBC Smash.

### Discografía
- Bernadette Peters (1980) MCA.
- Now Playing (1981) MCA
- I'll Be Your Baby Tonight (1996) Angel Records
- Sondheim, Etc. - Bernadette Peters Live At Carnegie Hall (1997)
- Bernadette Peters Loves Rodgers and Hammerstein (2002) Angel Records –
- Sondheim Etc., Etc.Live At Carnegie Hall: The Rest of It (2005) Angel Records
- Kramer's Song (2008) Blue Apple Books

Grabaciones de reparto
- George M! – Sony (1968)
- Dames At Sea – Columbia Masterworks (1969)
- Mack and Mabel – MCA (1974)
- Sunday in the Park with George – RCA Records (1984) – Grammy Award
- Song and Dance – The Songs – RCA Victor (1985)
- Into The Woods – RCA Victor Records (1988) – Grammy Award
- The Goodbye Girl – Columbia Records (1993)
- Anyone Can Whistle Live At Carnegie Hall – Columbia Records (1995)
- Annie Get Your Gun The New Broadway Cast Recording – Angel Records (1999) – Grammy Award winner
- Gypsy The New Broadway Cast Recording – Angel Records (2003) – Grammy Award winner
- Sherry! – Studio Cast Recording – Angel Records (2004)
- Legends Of Broadway-Bernadette Peters Compilation (2006)
- Dress Casual – Evening Primrose suite with Mandy Patinkin – CBS Records (1990)[119]
- Sondheim – A Celebration at Carnegie Hall (Concert Cast) RCA Victor Broadway (1992)
- Hey Mr. Producer!: The Musical World of Cameron Mackintosh – Philips Records (1998)
- Flirting with the Edge – John Whelan – Narada (1998)
- Dewey Doo-It Helps Owlie Fly Again – RandallFraser Publishing (2005)
- Born to the Breed: A Tribute to Judy Collins – Wildflower Records (2008) - "Trust Your Heart"

## Filmografía
| - Ace Eli and Rodger of the Skies (1973) - The Longest Yeard (1974) - Silent Movie (1976) - W.C. Fields and Me (1976) - Vigilante Force (1976) - The Jerk (1979) - Tulips (1981) - Pennies from Heaven (1981) - Heartbeeps (1981) - Annie (1982) - Slaves of New York (1989) - Pink Cadillac (1989) | - Alice (1990) - Impromptu (1991) - La bella y la bestia 2: Una Navidad encantada (1997) (voz) - Anastasia (1997) (voz) - The Odyssey (1997) - Barney's Great Adventure (1998) - Wakko's Wish (1999) (voz) - Let It Snow (2001) - The Making and Meaning of We Are Family (2002) (documental) - It Runs in the Family (2003) - Grey's Anatomy (2009) Rol: Sara Beth (paciente) - The Land Before Time X: The Great Longneck Migration (2003) (voz) - Come le formiche (Vino y besos) (2007) (DVD lanzado en Italia) - Smash) (2013) (Leigh Conroy) - Mozart in the Jungle (2014) Rol: Gloria (presidenta de la sinfonía) - Zoey's Extraordinary Playlist (2020) Rol: Deb - Katy Keene (serie de televisión) (2020) Rol: Miss Freesia - La galería de los corazones rotos (2020) Rol: Eva Woolf - Tick, Tick... Boom! (2021) |